# Wady wrodzone

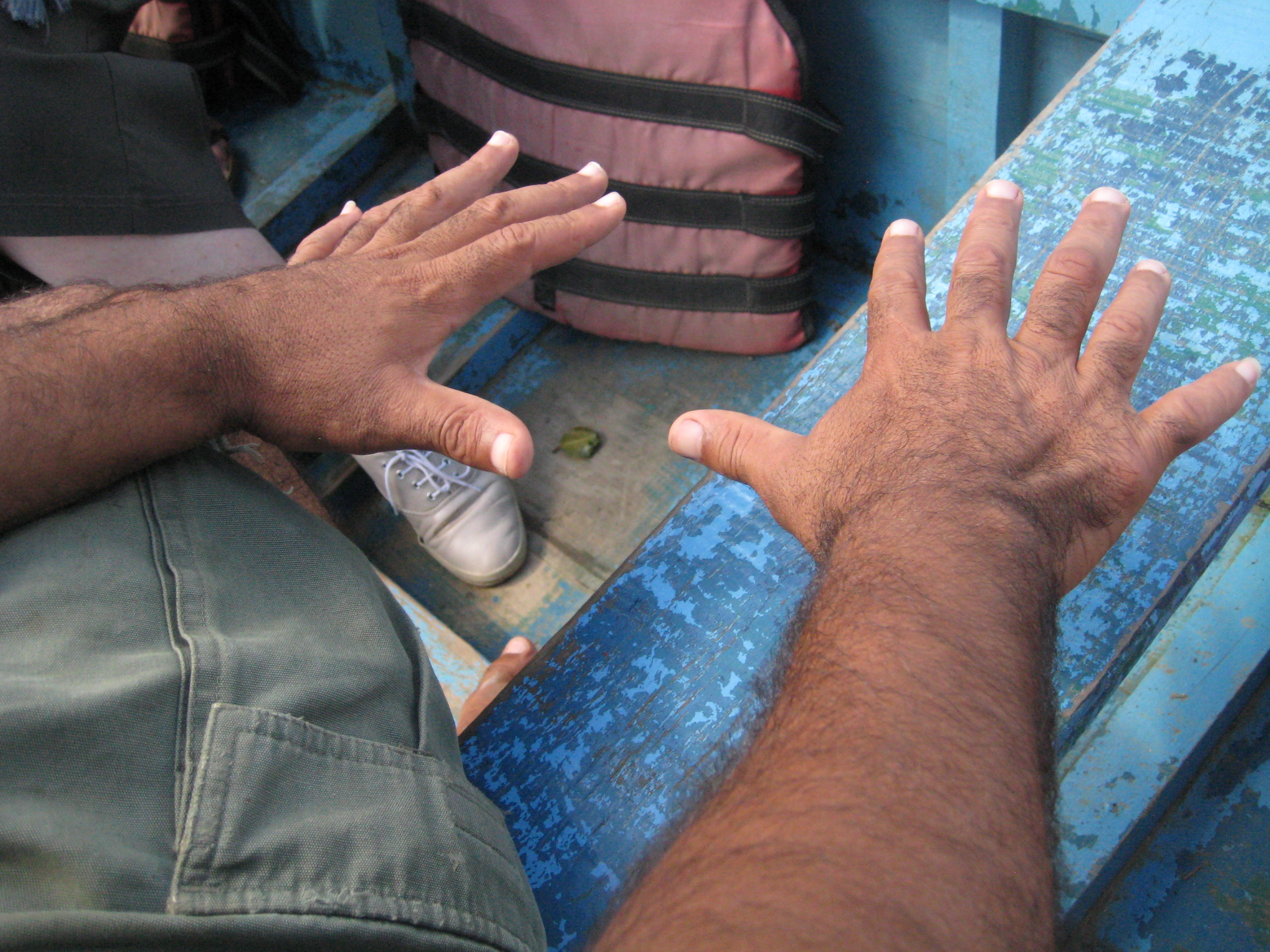
Wada wrodzona (polidaktylia)

Wady wrodzone – odstępstwa od normy budowy anatomicznej. Dzielone są zwykle na wady duże, powodujące poważne następstwa dla zdrowia i niekiedy uniemożliwiające przeżycie urodzonego z wadą dziecka, i wady małe (małe anomalie), mające głównie znaczenie kosmetyczne. Określane są one często jako cechy dysmorficzne (dysmorfie).
Wady mogą występować pojedynczo lub w grupach. Połączenia wad stanowić mogą:
- zespoły wad wrodzonych,
- sekwencje wad wrodzonych,
- skojarzenia (asocjacje) wad,
- kompleksy wad wrodzonych.

Wyróżnia się w końcu cztery główne mechanizmy patogenezy wad:
- deformacje,
- dysrupcje,
- dysplazje,
- malformacje.

## Cechy dysmorficzne
Za cechy dysmorficzne uważa się małe anomalie (wady), nie wywołujące poważnych następstw dla zdrowia, mające za to istotną wartość w stawianiu rozpoznania wielu zespołów wad. Mogą występować pojedynczo, ale ich współwystępowanie powinno skłonić lekarza do poszukiwania innych, większych wad wrodzonych. Szczególnie częste małe anomalie są niekiedy rozpatrywane jako wariant normy.
Niektóre cechy dysmorficzne to:
- zmarszczka nakątna,
- niewielki hiperteloryzm oczny,
- telekantus,
- skośne szpary powiekowe,
- hipoplazja szkliwa,
- klinodaktylia,
- kamptodaktylia,
- łokcie koślawe,
- niewielkie spodziectwo,
- dodatkowe wiry włosów,
- plamy café au lait,
- wyrośla kości potylicznej,
- wyrośla przeduszne.

## KlasyfikacjaICD-10wad wrodzonych

### (Q00-Q99) Wady rozwojowe wrodzone, zniekształcenia i aberracje chromosomowe

#### (Q00-Q07) Wrodzone wady rozwojowe układu nerwowego
- bezmózgowie
- rozszczep czaszki i kręgosłupa
- rozszczep potylicy
- przepuklina mózgowa
- małogłowie
- wodogłowie wrodzone
- wady rozwojowe wodociągu Sylwiusza
- hipoplazja i agenezja ciała modzelowatego
- arinencefalia
- bezzakrętowość (agyria)
- gładkomózgowie
- holoprozencefalia
- wrodzone torbiele mózgu
- porencefalia
- rozszczep kręgosłupa
- rozdwojenie rdzenia
- wodordzenie

#### (Q10-Q18) Wrodzone wady rozwojowe oka, ucha, twarzy i szyi
- ptoza wrodzona
- ektropion wrodzony
- entropion wrodzony
- wrodzone zwężenie szpary powiekowej
- szczelina powieki
- wrodzone zwężenie przewodu łzowego
- bezocze
- małoocze
- zaćma wrodzona
- wrodzone przemieszczenie soczewki
- szczelina tęczówki
- aniridia
- mała rogówka
- wada Petersa
- jaskra wrodzona
- wrodzony brak małżowiny usznej (anocja)
- atrezja przewodu słuchowego zewnętrznego
- wyrośla przeduszne

#### (Q20-Q28) Wrodzone wady rozwojowe układu krążenia
- wspólny pień tętniczy
- dekstropozycja aorty
- całkowite przełożenie dużych naczyń
- wspólna komora
- serce trójjamowe dwuprzedsionkowe
- serce jednokomorowe
- zespół heterotaksji
- ubytek przegrody międzykomorowej
- ubytek przegrody przedsionkowo-komorowej
- wspólny kanał przedsionkowo-komorowy
- tetralogia Fallota
- pentalogia Fallota
- atrezja zastawki pnia płucnego
- wrodzone zwężenie zastawki pnia płucnego
- zespół Ebsteina
- wrodzone zwężenie zastawki trójdzielnej
- wrodzone zwężenie ujścia tętniczego lewego
- wrodzone zwężenie zastawki mitralnej
- zespół hipoplazji lewego serca
- dekstrokardia
- serce trójprzedsionkowe
- wady rozwojowe tętnic wieńcowych
- przetrwały przewód tętniczy
- koarktacja aorty
- atrezja pnia płucnego
- przetrwała płodowa lewa górna żyła główna
- całkowicie nieprawidłowe ujście żył płucnych
- częściowe nieprawidłowe ujście żył płucnych
- pojedyncza tętnica pępkowa

#### (Q30-Q34) Wrodzone wady rozwojowe układu oddechowego
- atrezja nozdrzy przednich
- atrezja nozdrzy tylnych
- arrhinia (wrodzony brak nosa)
- szczeliny i rozszczepy nosa
- przepona krtani
- hipoplazja krtani
- tracheomalacja
- Wrodzona gruczolakowatość torbielowata płuc
- wrodzone rozstrzenie oskrzeli
- hipoplazja płuca

#### (Q35-Q37) Rozszczep wargi i rozszczep podniebienia
- obustronny lub jednostronny rozszczep podniebienia twardego i (lub) miękkiego
- rozszczep języczka
- rozszczep wargi

#### (Q38-Q45) Inne wrodzone wady rozwojowe układu pokarmowego
- makroglosja
- atrezja przełyku i (lub) przetoka tchawiczo-przełykowa
- przepona przełyku
- wrodzone poszerzenie przełyku
- uchyłek przełyku
- wrodzone przerostowe zwężenie odźwiernika
- wrodzona przepuklina rozworu przełykowego przepony
- atrezja dwunastnicy
- atrezja jelita cienkiego
- atrezja jelita grubego
- atrezja odbytu
- uchyłek Meckela
- choroba Hirschsprunga
- zdwojenie jelita
- przetrwały stek (kloaka)
- atrezja dróg żółciowych
- torbielowatość wątroby

#### (Q50-Q56) Wrodzone wady rozwojowe narządów płciowych
- wady rozwojowe jajników, jajowodów i więzadeł szerokich macicy
- wrodzone wady rozwojowe macicy i szyjki macicy
- macica dwurożna
- macica jednorożna
- wrodzony brak pochwy
- wrodzona przetoka odbytniczo-pochwowa
- niezstąpienie jąder
- spodziectwo
- anorchia
- atrezja nasieniowodu
- dysgenezja gonad

#### (Q60-Q64) Wrodzone wady rozwojowe układu moczowego
- agenezja nerki
- sekwencja Potter
- wielotorbielowatość nerek
- dysplazja nerek
- wrodzony odpływ pęcherzowo-moczowodowo-nerkowy
- nerka dodatkowa
- ektopia nerki
- nerka podkowiasta

#### (Q65-Q79) Wrodzone wady rozwojowe i zniekształcenia układu mięśniowo-szkieletowego
- wrodzone zwichnięcie stawu biodrowego
- stopa końsko-szpotawa
- stopa wydrążona
- długogłowie (dolichocefalia)
- skośnogłowie (plagiocefalia)
- klatka piersiowa szewska
- klatka piersiowa kurza
- polidaktylia
- syndaktylia
- ektrodaktylia
- przedwczesne skostnienie szwów czaszkowych
- dyzostoza czaszkowo-twarzowa
- hiperteloryzm
- makrocefalia
- dyzostoza żuchwowo-twarzowa
- dyzostoza oczno-żuchwowa
- żebro szyjne
- achondrogenezja
- dysplazja tanatoforyczna
- chondrodysplazja punktowa
- achondroplazja
- dysplazja diastroficzna
- dysplazja chondroektodermalna
- dysplazja kręgowo-przynasadowa
- osteogenesis imperfecta
- uogólnione włóknisto-torbielowate zwyrodnienie kości
- marmurowatość kości
- postępująca sklerotyzująca dysplazja trzonów kości długich
- dysplazja przynasadowa
- mnogie wyrośla kostne wrodzone

#### (Q80-Q89) Inne wrodzone wady rozwojowe
- rybia łuska wrodzona
- płód arlekin
- epidermolysis bullosa
- wrodzony obrzęk chłonny
- skóra pergaminowata barwnikowa
- mastocytoza
- nietrzymanie barwnika
- dysplazje ektodermalne
- wrodzony brak gruczołu sutkowego (amastia)
- wrodzony brak paznokci
- fakomatozy
- płodowy zespół alkoholowy
- płodowy zespół hydantoinowy
- płodowy zespół warfarynowy
- (Q87) Inne określone zespoły wrodzonych wad rozwojowych dotyczące wielu układów
  - (Q87.0) Zespoły wrodzonych wad rozwojowych dotyczące głównie wyglądu twarzy
  - zespół Aperta
  - cyklopia
  - zespół Goldenhara
  - zespół Moebiusa
  - zespół ustno-twarzowo-palcowy
  - zespół Pierre’a Robina
  - zespół Treachera Collinsa
- (Q87.1) Zespoły wrodzonych wad rozwojowych związane głównie z niskim wzrostem
  - zespół Aarskoga
  - zespół Cockayne’a
  - zespół De Lange
  - zespół Dubowitza
  - zespół Noonan
  - zespół Pradera-Williego
  - zespół Robinowa-Silvermana-Smitha
  - zespół Russella-Silvera
  - zespół Seckela
  - zespół Smitha-Lemliego-Opitza
- (Q87.2) Zespoły wrodzonych wad rozwojowych dotyczące głównie kończyn
- (Q87.3) Zespoły wrodzonych wad rozwojowych związane z wczesnym nadmiernym rozwojem
- (Q87.4) Zespół Marfana
- (Q87.5) Inne zespoły wrodzonych wad rozwojowych ze zmianami szkieletowymi
- (Q87.8) Inne określone zespoły wrodzonych wad rozwojowych niesklasyfikowane gdzie indziej